# Frederik Stang
 Der er flere personer med dette navn, se Fredrik Stang.
Frederik Stang (4. marts 1808, Stokke i Jarlsberg—8. juni 1884, Helgerud i Bærum) var en norsk statsminister, far til senere statsminister Emil Stang den ældre.
Stang blev 1824 student, 1828 cand. jur., hvorefter han — kun 21 år gammel — konstitueredes som docent i lovkyndighed; 1831 blev han lektor. Hans første forelæsninger udkom 1833 i omarbejdet skikkelse som Fremstilling af Norges konstitutionelle Ret. Han blev imidlertid ikke siddende i sin universitetsstilling længere end til 1834, da han efter bestået prøve udnævntes til højesteretsadvokat. 
I de ti år, han praktiserede som sådan, vandt han et betydeligt klientel, og såvel ved sin veltalenhed som ved sine øvrige lykkelige evner og egenskaber bidrog han ikke lidet til at hæve niveauet for proceduren for Højesterets skranke. Ved siden af sin advokatvirksomhed beklædte han hverv som medlem af flere kongelige kommissioner. Særlig skal nævnes, at han var sjælen i den kommission, der skulle afgive motiveret betænkning over det af lovkommissionen 1835 afgivne forslag til en ny kriminallov. 
I 1845 forsvarede han med opsigtvækkende veltalenhed og kraft statsråd J.H. Vogt for den mod ham rejste rigsretsanklage, og en måneds tid efter at rigsretsdommen var blevet afsagt, udnævntes han til statsråd og chef for det oprettede ny departement for det indre. I denne stilling indlagde han sig betydelige fortjenester. Ikke uden føje er det blevet udtalt fra alle hold, at hans virksomhed indledede en ny æra i fædrelandets indre udvikling ved det opsving, næringsvejene, saltvandsfiskeriet, landbruget og kommunikationsvæsenet tog. 
Det overanstrengende arbejde nedbrød imidlertid hans helbred. Da et ophold i syden ikke som påregnet tegnede til at give ham hans helbred tilbage, søgte og fik han afsked 1856. Efterhånden forvandt han dog sygdommen, og ved sin hjemkomst kunde han september 1857 modtage udnævnelse til tilforordnet statsråd i den under kong Oscar I’s sygdom nedsatte interimsregering. Senere overtog han i Kristiania forskellige kommunale tillidshverv, ligesom han repræsenterede byen i Stortinget 1859—60. 
Efter den store ministerkrise i december 1861 modtog han på ny udnævnelse til statsråd og førte som sådan forsædet i den norske regering, indtil han sommeren 1873 efter statholderpostens ophævelse udnævntes til statsminister. Hans virksomhed som sådan falder sammen med det stærkt bevægede afsnit af Norges historie, som betegnes ved de konflikter med Stortinget, som rejste sig efter unionsforslagets forkastelse 1871, nægtelserne af sanktion i statsrådssagen, mistillidsadressen af 1872 og vetokampen. 
Medens striden endnu pågik, tog Stang på grund af svækket helbred 4. oktober 1880 sin afsked. Da Stortinget 1881 nedsatte den ham tilståede pension fra 12.000 kr til det halve, blev der af hovedstadens borgere foretaget en indsamling "for at berede ham et Alderdoms Udkomme, der svarer til den høje og ansvarsfulde Stilling, han nu efter mere end 50 Aars offentlig Virksomhed er fratraadt". Kapitalen — oprindelig ca 81000 kr —, hvis renter Stang og frue oppebar i deres levetid, tilfaldt efter hans ønske universitetet som legat, "Stiftelsen til Statsminister Fredrik S.’s Minde". Denne trådte i virksomhed 1887 og virker til fremme af rets- og statsvidenskaben.